# ميكائيل أريكسون
ميكائيل أريكسون (بالسويدية: Mikael Eriksson)‏ (19 يناير 1978 - ) هو لاعب كرة قدم سويدي يلعب كلاعب وسط.